# Esperia
Esperia es una localidad italiana de la provincia de Frosinone, región de Lazio, con 4.012 habitantes.

## Evolución demográfica
| Gráfica de evolución demográfica de Esperia entre 1861 y 2001 |
|                                                               |
| Fuente ISTAT - elaboración gráfica de Wikipedia               |